# دانشگاه ووپرتال
دانشگاه ووپرتال (به آلمانی: Universität Wuppertal) که نام کامل آن دانشگاه برگیشه ووپرتال (به آلمانی: Bergische Universität Wuppertal) است، دانشگاهی در شهر ووپرتال، در ایالت نوردراین-وستفالن، در غرب کشور آلمان قرار دارد.
این دانشگاه در سال ۱۹۷۲ میلادی تأسیس شده و در سال ۲۰۱۳−۲۰۱۴ بیش از ۱۹۰۰۰ دانشجو داشته‌است.